# Liste der Gefäßpflanzen Deutschlands/S
- Sadebaum (Juniperus sabina) - Familie: Cupressaceae
- Salbei, Echter (Salvia officinalis) - Familie: Lamiaceae
- Salbei, Hain- (Salvia nemorosa) - Familie: Lamiaceae
- Salbei, Klebriger (Salvia glutinosa) - Familie: Lamiaceae
- Salbei, Mohren- (Salvia aethiopis) - Familie: Lamiaceae
- Salbei, Quirlblütiger (Salvia verticillata) - Familie: Lamiaceae
- Salbei, Wiesen- (Salvia pratensis) - Familie:Lamiaceae
- Salde, Meeres- (Ruppia maritima) - Familie:Potamogetonaceae
- Salde, Schraubige (Ruppia cirrhosa) - Familie:Potamogetonaceae
- Salzkraut, Hügel- (Salsola collina) - Familie: Chenopodiaceae
- Salzkraut, Kali- (Salsola kali) - Familie: Chenopodiaceae
- Salzmiere (Honckenya peploides) - Familie: Caryophyllaceae
- Salzschwaden, Gewöhnlicher (Puccinellia distans) - Familie:Poaceae
- Salzschwaden, Haar- (Puccinellia capillaris) - Familie:Poaceae
- Salzschwaden, Sumpf- (Puccinellia limosa) - Familie:Poaceae
- Salztäschel (Hymenolobus procumbens) - Familie: Brassicaceae
- Samtbrombeere, Falsche (Rubus transvestitus) - Familie:Rosaceae
- Sanddorn (Hippophae rhamnoides) - Familie: Elaeagnaceae
- Sandglöckchen, Ausdauerndes (Jasione laevis) - Familie: Campanulaceae
- Sandglöckchen, Berg- (Jasione montana) - Familie: Campanulaceae
- Sandkraut, Dünnstängeliges (Arenaria leptoclados) - Familie:Caryophyllaceae
- Sandkraut, Quendelblättriges (Arenaria serpyllifolia) - Familie:Caryophyllaceae
- Sandkraut, Wimper- (Arenaria ciliata) - Familie: Caryophyllaceae
- Sandkraut, Zweiblütiges (Arenaria biflora) - Familie: Caryophyllaceae
- Sandröschen, Geflecktes (Tuberaria guttata) - Familie: Cistaceae
- Sanikel (Sanicula europaea) - Familie: Apiaceae
- Sauerampfer, Berg- (Rumex arifolius) - Familie: Polygonaceae
- Sauerampfer, Großer (Rumex acetosa) - Familie: Polygonaceae
- Sauerampfer, Kleiner (Rumex acetosella) - Familie: Polygonaceae
- Sauerampfer, Straußblütiger (Rumex thyrsiflorus) - Familie: Polygonaceae
- Sauerklee, Aufrechter (Oxalis stricta) - Familie: Oxalidaceae
- Sauerklee, Dillenius' (Oxalis dillenii) - Familie: Oxalidaceae
- Sauerklee, Hornfrüchtiger (Oxalis corniculata) - Familie: Oxalidaceae
- Sauerklee, Wald- (Oxalis acetosella) - Familie: Oxalidaceae
- Sauerklee, Zehnblättiger (Oxalis decaphylla) - Familie: Oxalidaceae
- Säuerling, Alpen- (Oxyria digyna) - Familie: Polygonaceae
- Schachblume (Fritillaria meleagris) - Familie: Liliaceae
- Schachtelhalm, Acker- (Equisetum arvense) - Familie: Equisetaceae
- Schachtelhalm, Ästiger (Equisetum ramosissimum) - Familie: Equisetaceae
- Schachtelhalm, Bunter (Equisetum variegatum) - Familie: Equisetaceae
- Schachtelhalm, Dyces (Equisetum × dycei (Equisetum fluviatile × E. palustre)) - Familie: Equisetaceae
- Schachtelhalm, Moores (Equisetum × moorei (Equisetum hyemale × E. ramosissimum)) - Familie: Equisetaceae
- Schachtelhalm, Rauzähniger (Equisetum × trachyodon (Equisetum hyemale × E. variegatum)) - Familie: Equisetaceae
- Schachtelhalm, Riesen- (Equisetum telmateia) - Familie: Equisetaceae
- Schachtelhalm, Südlicher (Equisetum × meridionale (Equisetum ramosissimum × E. variegatum)) - Familie: Equisetaceae
- Schachtelhalm, Sumpf- (Equisetum palustre) - Familie: Equisetaceae
- Schachtelhalm, Teich- (Equisetum fluviatile) - Familie: Equisetaceae
- Schachtelhalm, Ufer- (Equisetum × litorale (Equisetum arvense × E. fluviatile)) - Familie: Equisetaceae
- Schachtelhalm, Wald- (Equisetum sylvaticum) - Familie: Equisetaceae
- Schachtelhalm, Wiesen- (Equisetum pratense) - Familie: Equisetaceae
- Schachtelhalm, Winter- (Equisetum hyemale) - Familie: Equisetaceae
- Schafgarbe, Bittere (Achillea clavennae) - Familie: Asteraceae
- Schafgarbe, Blaßrote Wiesen- (Achillea roseoalba) - Familie:Asteraceae
- Schafgarbe, Edle (Achillea nobilis) - Familie: Asteraceae
- Schafgarbe, Feinblättrige Wiesen- (Achillea setacea) - Familie:Asteraceae
- Schafgarbe, Gewöhnliche Sumpf- (Achillea ptarmica) - Familie:Asteraceae
- Schafgarbe, Gewöhnliche Wiesen- (Achillea millefolium) - Familie:Asteraceae
- Schafgarbe, Großblättrige (Achillea macrophylla) - Familie: Asteraceae
- Schafgarbe, Meerfenchelblättrige (Achillea crithmifolia) - Familie: Asteraceae
- Schafgarbe, Rasige Wiesen- (Achillea pratensis) - Familie:Asteraceae
- Schafgarbe, Schwarzrandige (Achillea atrata) - Familie:Asteraceae
- Schafgarbe, Ungarische Wiesen- (Achillea pannonica) - Familie:Asteraceae
- Schafgarbe, Weidenblättrige Sumpf- (Achillea salicifolia) - Familie:Asteraceae
- Schafschwingel, Dünen- (Festuca polesica) - Familie:Poaceae
- Schafschwingel, Furchen- (Festuca rupicola) - Familie:Poaceae
- Schafschwingel, Haar- (Festuca filiformis) - Familie:Poaceae
- Schafschwingel, Sand- (Festuca psammophila) - Familie:Poaceae
- Scharbockskraut (Ranunculus ficaria) - Familie: Ranunculaceae
- Scharte, Färber- (Serratula tinctoria) - Familie: Asteraceae
- Schattenblümchen (Maianthemum bifolium) - Familie: Convallariaceae
- Schaumkraut, Alpen- (Cardamine alpina) - Familie: Brassicaceae
- Schaumkraut, Behaartes (Cardamine hirsuta) - Familie: Brassicaceae
- Schaumkraut, Bitteres (Cardamine amara) - Familie: Brassicaceae
- Schaumkraut, Kleeblättriges (Cardamine trifolia) - Familie: Brassicaceae
- Schaumkraut, Kleinblütiges (Cardamine parviflora) - Familie: Brassicaceae
- Schaumkraut, Resedablättriges (Cardamine resedifolia) - Familie: Brassicaceae
- Schaumkraut, Spring- (Cardamine impatiens) - Familie: Brassicaceae
- Schaumkraut, Sumpf- (Cardamine dentata) - Familie:Brassicaceae
- Schaumkraut, Wald- (Cardamine flexuosa) - Familie: Brassicaceae
- Schaumkraut, Wiesen- (Cardamine pratensis) - Familie:Brassicaceae
- Schaumkresse, Felsen- (Cardaminopsis petraea) - Familie: Brassicaceae
- Schaumkresse, Sand- (Cardaminopsis arenosa) - Familie: Brassicaceae
- Schaumkresse, Wiesen- (Cardaminopsis halleri) - Familie: Brassicaceae
- Scheidengras (Coleanthus subtilis) - Familie: Poaceae
- Scheinerdbeere, Indische (Duchesnea indica) - Familie: Rosaceae
- Scheinkreuzkraut (Erechtites hieraciifolia) - Familie: Asteraceae
- Schierling, Gefleckter (Conium maculatum) - Familie: Apiaceae
- Schildfarn, Borstiger (Polystichum setiferum) - Familie:Dryopteridaceae
- Schildfarn, Brauns (Polystichum braunii) - Familie: Dryopteridaceae
- Schildfarn, Gelappter (Polystichum aculeatum) - Familie:Dryopteridaceae
- Schildfarn, Lanzen- (Polystichum lonchitis) - Familie: Dryopteridaceae
- Schilf (Phragmites australis) - Familie: Poaceae
- Schillergras, Blaugrünes (Koeleria glauca) - Familie: Poaceae
- Schillergras, Großes (Koeleria pyramidata) - Familie:Poaceae
- Schillergras, Sand- (Koeleria arenaria) - Familie: Poaceae
- Schillergras, Walliser (Koeleria vallesiana) - Familie: Poaceae
- Schillergras, Zierliches (Koeleria macrantha) - Familie:Poaceae
- Schlagkraut (Iva xanthiifolia) - Familie: Asteraceae
- Schlammling (Limosella aquatica) - Familie: Scrophulariaceae
- Schlangenäuglein (Asperugo procumbens) - Familie: Boraginaceae
- Schlangenwurz (Calla palustris) - Familie: Araceae
- Schlauchpflanze, Braunrote (Sarracenia purpurea) - Familie: Sarraceniaceae
- Schleifenblume, Bittere (Iberis amara) - Familie: Brassicaceae
- Schleifenblume, Doldige (Iberis umbellata) - Familie: Brassicaceae
- Schleifenblume, Leinblättrige (Iberis linifolia) - Familie: Brassicaceae
- Schlickgras, Salz- (Spartina anglica) - Familie:Poaceae
- Schlüsselblume, Behaarte (Primula hirsuta) - Familie: Primulaceae
- Schlüsselblume, Clusius' (Primula clusiana) - Familie: Primulaceae
- Schlüsselblume, Hohe (Primula elatior) - Familie:Primulaceae
- Schlüsselblume, Mehlige (Primula farinosa) - Familie: Primulaceae
- Schlüsselblume, Stängellose (Primula vulgaris) - Familie: Primulaceae
- Schlüsselblume, Wiesen- (Primula veris) - Familie: Primulaceae
- Schlüsselblume, Zwerg- (Primula minima) - Familie: Primulaceae
- Schmalwand, Acker- (Arabidopsis thaliana) - Familie: Brassicaceae
- Schmalwand, Schwedische (Arabidopsis suecica) - Familie: Brassicaceae
- Schmerwurz (Tamus communis) - Familie: Dioscoreaceae
- Schmetterlingsstrauch (Buddleja davidii) - Familie: Buddlejaceae
- Schmiele, Binsen- (Deschampsia media) - Familie: Poaceae
- Schmiele, Draht- (Deschampsia flexuosa) - Familie: Poaceae
- Schmiele, Moor- (Deschampsia setacea) - Familie: Poaceae
- Schmiele, Rasen- (Deschampsia cespitosa) - Familie:Poaceae
- Schnabelried, Braunes (Rhynchospora fusca) - Familie: Cyperaceae
- Schnabelried, Weißes (Rhynchospora alba) - Familie: Cyperaceae
- Schnabelsenf (Coincya monensis) - Familie: Brassicaceae
- Schneckenklee, Arabischer (Medicago arabica) - Familie: Fabaceae
- Schneckenklee, Zwerg- (Medicago minima) - Familie: Fabaceae
- Schneeball, Gewöhnlicher (Viburnum opulus) - Familie: Caprifoliaceae
- Schneeball, Wolliger (Viburnum lantana) - Familie: Caprifoliaceae
- Schneebeere, Gewöhnliche (Symphoricarpos albus) - Familie: Caprifoliaceae
- Schneeglöckchen, Kleines (Galanthus nivalis) - Familie: Amaryllidaceae
- Schneide (Cladium mariscus) - Familie: Cyperaceae
- Schöllkraut (Chelidonium majus) - Familie: Papaveraceae
- Schöterich, Acker- (Erysimum cheiranthoides) - Familie: Brassicaceae
- Schöterich, Bleicher (Erysimum crepidifolium) - Familie: Brassicaceae
- Schöterich, Harter (Erysimum marschallianum) - Familie:Brassicaceae
- Schöterich, Ruten- (Erysimum hieraciifolium) - Familie:Brassicaceae
- Schöterich, Sparriger (Erysimum repandum) - Familie: Brassicaceae
- Schöterich, Wohlriechender (Erysimum odoratum) - Familie:Brassicaceae
- Schriftfarn (Asplenium ceterach) - Familie: Aspleniaceae
- Schuppenkopf, Riesen- (Cephalaria gigantea) - Familie: Dipsacaceae
- Schuppenmiere, Flügelsamige (Spergularia media) - Familie: Caryophyllaceae
- Schuppenmiere, Igelsamige (Spergularia echinosperma) - Familie: Caryophyllaceae
- Schuppenmiere, Rote (Spergularia rubra) - Familie: Caryophyllaceae
- Schuppenmiere, Salz- (Spergularia salina) - Familie: Caryophyllaceae
- Schuppenried (Kobresia simpliciuscula) - Familie: Cyperaceae
- Schuppenwurz, Gewöhnliche (Lathraea squamaria) - Familie: Scrophulariaceae
- Schwaden, Bastard- (Glyceria × pedicellata (Glyceria fluitans × G. plicata)) - Familie:Poaceae
- Schwaden, Blaugrüner (Glyceria declinata) - Familie:Poaceae
- Schwaden, Flutender (Glyceria fluitans) - Familie:Poaceae
- Schwaden, Gefalteter (Glyceria notata) - Familie:Poaceae
- Schwaden, Gestreifter (Glyceria striata) - Familie: Poaceae
- Schwaden, Großer (Glyceria maxima) - Familie: Poaceae
- Schwaden, Hain- (Glyceria nemoralis) - Familie:Poaceae
- Schwalbenwurz (Vincetoxicum hirundinaria) - Familie:Asclepiadaceae
- Schwanenblume (Butomus umbellatus) - Familie: Butomaceae
- Schwarzkümmel, Acker- (Nigella arvensis) - Familie: Ranunculaceae
- Schwarznessel (Ballota nigra) - Familie: Lamiaceae
- Schwarzwurzel, Gewöhnliche Garten- (Scorzonera hispanica) - Familie: Asteraceae
- Schwarzwurzel, Kleinblütige (Scorzonera parviflora) - Familie: Asteraceae
- Schwarzwurzel, Niedrige (Scorzonera humilis) - Familie: Asteraceae
- Schwarzwurzel, Österreichische (Scorzonera austriaca) - Familie: Asteraceae
- Schwarzwurzel, Schlitzblättrige (Scorzonera laciniata) - Familie: Asteraceae
- Schwarzwurzel, Violette (Scorzonera purpurea) - Familie: Asteraceae
- Schwertlilie, Bunte (Iris variegata) - Familie: Iridaceae
- Schwertlilie, Deutsche (Iris germanica) - Familie:Iridaceae
- Schwertlilie, Gelbliche (Iris squalens) - Familie:Iridaceae
- Schwertlilie, Grasblättrige (Iris graminea) - Familie: Iridaceae
- Schwertlilie, Holunder- (Iris sambucina) - Familie:Iridaceae
- Schwertlilie, Nacktstängelige (Iris aphylla) - Familie: Iridaceae
- Schwertlilie, Salzwiesen- (Iris spuria) - Familie: Iridaceae
- Schwertlilie, Schillernde (Iris versicolor) - Familie: Iridaceae
- Schwertlilie, Sibirische (Iris sibirica) - Familie: Iridaceae
- Schwertlilie, Sumpf- (Iris pseudacorus) - Familie: Iridaceae
- Schwimmfarn (Salvinia natans) - Familie: Salviniaceae
- Schwingel, Alpen- (Festuca alpina) - Familie: Poaceae
- Schwingel, Amethyst- (Festuca amethystina) - Familie: Poaceae
- Schwingel, Ausgebreiteter Rot- (Festuca heteromalla) - Familie:Poaceae
- Schwingel, Blasser Schaf- (Festuca pallens) - Familie:Poaceae
- Schwingel, Derber Schaf- (Festuca heteropachys) - Familie:Poaceae
- Schwingel, Dunkelvioletter (Festuca puccinellii) - Familie:Poaceae
- Schwingel, Duvals Schaf- (Festuca duvalii) - Familie:Poaceae
- Schwingel, Echter Schaf- (Festuca ovina) - Familie:Poaceae
- Schwingel, Gemsen- (Festuca rupicaprina) - Familie: Poaceae
- Schwingel, Gewöhnlicher Rot- (Festuca rubra) - Familie:Poaceae
- Schwingel, Haarblättriger (Festuca trichophylla) - Familie:Poaceae
- Schwingel, Harter Schaf- (Festuca guestfalica) - Familie:Poaceae
- Schwingel, Kleiner Schaf- (Festuca airoides) - Familie:Poaceae
- Schwingel, Krummer Schaf- (Festuca laevigata) - Familie:Poaceae
- Schwingel, Langblättriger Schaf- (Festuca longifolia) - Familie:Poaceae
- Schwingel, Makutrenser Schaf- (Festuca makutrensis) - Familie:Poaceae
- Schwingel, Niedriger (Festuca quadriflora) - Familie: Poaceae
- Schwingel, Norischer Violett- (Festuca norica) - Familie:Poaceae
- Schwingel, Patzkes Schaf- (Festuca patzkei) - Familie:Poaceae
- Schwingel, Raublättriger Schaf- (Festuca brevipila) - Familie:Poaceae
- Schwingel, Riesen- (Festuca gigantea) - Familie: Poaceae
- Schwingel, Rohr- (Festuca arundinacea) - Familie: Poaceae
- Schwingel, Schöner (Festuca pulchella) - Familie: Poaceae
- Schwingel, Schwärzlicher Rot- (Festuca nigrescens) - Familie:Poaceae
- Schwingel, Verschiedenblättriger (Festuca heterophylla) - Familie: Poaceae
- Schwingel, Wald- (Festuca altissima) - Familie: Poaceae
- Schwingel, Walliser Schaf- (Festuca valesiaca) - Familie:Poaceae
- Schwingel, Wiesen- (Festuca pratensis) - Familie: Poaceae
- Schwingelschilf (Scolochloa festucacea) - Familie: Poaceae
- Seegras, Gewöhnliches (Zostera marina) - Familie: Zosteraceae
- Seegras, Zwerg- (Zostera noltii) - Familie: Zosteraceae
- Seekanne (Nymphoides peltata) - Familie: Menyanthaceae
- Seerose, Glänzende (Nymphaea candida) - Familie: Nymphaeaceae
- Seerose, Weiße (Nymphaea alba) - Familie: Nymphaeaceae
- Segge, Armblütige (Carex pauciflora) - Familie: Cyperaceae
- Segge, Banater (Carex buekii) - Familie: Cyperaceae
- Segge, Behaarte (Carex hirta) - Familie: Cyperaceae
- Segge, Berg- (Carex montana) - Familie: Cyperaceae
- Segge, Blasen- (Carex vesicaria) - Familie: Cyperaceae
- Segge, Blaugrüne (Carex flacca) - Familie: Cyperaceae
- Segge, Bleiche (Carex pallescens) - Familie: Cyperaceae
- Segge, Bräunliche (Carex brunnescens) - Familie:Cyperaceae
- Segge, Buxbaums (Carex buxbaumii) - Familie:Cyperaceae
- Segge, Crawfords (Carex crawfordii) - Familie: Cyperaceae
- Segge, Davalls (Carex davalliana) - Familie: Cyperaceae
- Segge, Draht- (Carex diandra) - Familie: Cyperaceae
- Segge, Dreinervige (Carex trinervis) - Familie: Cyperaceae
- Segge, Dünnährige (Carex strigosa) - Familie: Cyperaceae
- Segge, Echte Gelb- (Carex flava) - Familie:Cyperaceae
- Segge, Eis- (Carex frigida) - Familie: Cyperaceae
- Segge, Entferntährige (Carex distans) - Familie: Cyperaceae
- Segge, Erd- (Carex humilis) - Familie: Cyperaceae
- Segge, Faden- (Carex lasiocarpa) - Familie: Cyperaceae
- Segge, Fadenwurzelige (Carex chordorrhiza) - Familie: Cyperaceae
- Segge, Felsen- (Carex rupestris) - Familie: Cyperaceae
- Segge, Filz- (Carex tomentosa) - Familie: Cyperaceae
- Segge, Finger- (Carex digitata) - Familie: Cyperaceae
- Segge, Floh- (Carex pulicaris) - Familie: Cyperaceae
- Segge, Französische (Carex ligerica) - Familie:Cyperaceae
- Segge, Frühe (Carex praecox) - Familie: Cyperaceae
- Segge, Frühlings- (Carex caryophyllea) - Familie: Cyperaceae
- Segge, Fuchs- (Carex vulpina) - Familie:Cyperaceae
- Segge, Fuchsseggenähnliche (Carex vulpinoidea) - Familie: Cyperaceae
- Segge, Gersten- (Carex hordeistichos) - Familie: Cyperaceae
- Segge, Glatte (Carex laevigata) - Familie: Cyperaceae
- Segge, Graue (Carex canescens) - Familie:Cyperaceae
- Segge, Große Grannen- (Carex atherodes) - Familie: Cyperaceae
- Segge, Grundblütige (Carex halleriana) - Familie: Cyperaceae
- Segge, Haarstielige (Carex capillaris) - Familie: Cyperaceae
- Segge, Hain- (Carex otrubae) - Familie:Cyperaceae
- Segge, Hänge- (Carex pendula) - Familie: Cyperaceae
- Segge, Hartmans (Carex hartmanii) - Familie:Cyperaceae
- Segge, Hasenfuß- (Carex ovalis) - Familie: Cyperaceae
- Segge, Heide- (Carex ericetorum) - Familie: Cyperaceae
- Segge, Hirse- (Carex panicea) - Familie: Cyperaceae
- Segge, Igel- (Carex echinata) - Familie: Cyperaceae
- Segge, Immergrüne (Carex sempervirens) - Familie:Cyperaceae
- Segge, Inn- (Carex randalpina) - Familie:Cyperaceae
- Segge, Kahlfrüchtige Vogelfuß- (Carex ornithopodioides) - Familie:Cyperaceae
- Segge, Kleinährige Bastard- (Carex × microstachya (Carex canescens × C. dioica)) - Familie: Cyperaceae
- Segge, Kleinblütige (Carex parviflora) - Familie:Cyperaceae
- Segge, Kleine Grannen- (Carex microglochin) - Familie: Cyperaceae
- Segge, Kopf- (Carex capitata) - Familie: Cyperaceae
- Segge, Kurzährige (Carex brachystachys) - Familie: Cyperaceae
- Segge, Leers (Carex guestphalica) - Familie:Cyperaceae
- Segge, Lolchartige (Carex loliacea) - Familie: Cyperaceae
- Segge, Michelis (Carex michelii) - Familie: Cyperaceae
- Segge, Monte Baldo- (Carex baldensis) - Familie: Cyperaceae
- Segge, Niedrige (Carex supina) - Familie: Cyperaceae
- Segge, Pairas (Carex pairae) - Familie:Cyperaceae
- Segge, Pillen- (Carex pilulifera) - Familie: Cyperaceae
- Segge, Polster- (Carex firma) - Familie: Cyperaceae
- Segge, Punktierte (Carex punctata) - Familie: Cyperaceae
- Segge, Rasen- (Carex cespitosa) - Familie: Cyperaceae
- Segge, Reichenbachs Zittergras- (Carex pseudobrizoides) - Familie:Cyperaceae
- Segge, Riesel- (Carex paupercula) - Familie: Cyperaceae
- Segge, Rispen- (Carex paniculata) - Familie: Cyperaceae
- Segge, Roggen- (Carex secalina) - Familie: Cyperaceae
- Segge, Rost- (Carex ferruginea) - Familie:Cyperaceae
- Segge, Ruß- (Carex fuliginosa) - Familie: Cyperaceae
- Segge, Sand- (Carex arenaria) - Familie:Cyperaceae
- Segge, Saum- (Carex hostiana) - Familie: Cyperaceae
- Segge, Schatten- (Carex umbrosa) - Familie: Cyperaceae
- Segge, Scheiden- (Carex vaginata) - Familie: Cyperaceae
- Segge, Scheinzypergras- (Carex pseudocyperus) - Familie: Cyperaceae
- Segge, Schlamm- (Carex limosa) - Familie: Cyperaceae
- Segge, Schlank- (Carex acuta) - Familie:Cyperaceae
- Segge, Schlanke Bastard- (Carex × elytroides (Carex acuta × C. nigra)) - Familie: Cyperaceae
- Segge, Schnabel- (Carex rostrata) - Familie: Cyperaceae
- Segge, Schuppenfrüchtige Gelb- (Carex lepidocarpa) - Familie:Cyperaceae
- Segge, Schwarzährige (Carex melanostachya) - Familie: Cyperaceae
- Segge, Schwarzschopf- (Carex appropinquata) - Familie: Cyperaceae
- Segge, Sparrige (Carex muricata) - Familie:Cyperaceae
- Segge, Späte Gelb- (Carex viridula) - Familie:Cyperaceae
- Segge, Stachel- (Carex spicata) - Familie:Cyperaceae
- Segge, Stachelspitzige (Carex mucronata) - Familie: Cyperaceae
- Segge, Steife (Carex elata) - Familie: Cyperaceae
- Segge, Steife Bastard- (Carex × turfosa (Carex elata × C. nigra)) - Familie: Cyperaceae
- Segge, Strand- (Carex extensa) - Familie: Cyperaceae
- Segge, Stumpfe (Carex obtusata) - Familie: Cyperaceae
- Segge, Sumpf- (Carex acutiformis) - Familie: Cyperaceae
- Segge, Torf- (Carex heleonastes) - Familie: Cyperaceae
- Segge, Trauer- (Carex atrata) - Familie:Cyperaceae
- Segge, Ufer- (Carex riparia) - Familie: Cyperaceae
- Segge, Unterbrochenährige (Carex divulsa) - Familie:Cyperaceae
- Segge, Verarmte (Carex depauperata) - Familie: Cyperaceae
- Segge, Vogelfuß- (Carex ornithopoda) - Familie:Cyperaceae
- Segge, Wald- (Carex sylvatica) - Familie: Cyperaceae
- Segge, Walzen- (Carex elongata) - Familie: Cyperaceae
- Segge, Wasser- (Carex aquatilis) - Familie: Cyperaceae
- Segge, Weiße (Carex alba) - Familie: Cyperaceae
- Segge, Wiesen- (Carex nigra) - Familie:Cyperaceae
- Segge, Wimper- (Carex pilosa) - Familie: Cyperaceae
- Segge, Winkel- (Carex remota) - Familie: Cyperaceae
- Segge, Zittergras- (Carex brizoides) - Familie: Cyperaceae
- Segge, Zweihäusige (Carex dioica) - Familie: Cyperaceae
- Segge, Zweinervige (Carex binervis) - Familie: Cyperaceae
- Segge, Zweizeilige (Carex disticha) - Familie: Cyperaceae
- Segge, Zypergras- (Carex bohemica) - Familie: Cyperaceae
- Seide, Chilenische (Cuscuta suaveolens) - Familie: Convolvulaceae
- Seide, Flachs- (Cuscuta epilinum) - Familie: Convolvulaceae
- Seide, Gronovius (Cuscuta gronovii) - Familie: Convolvulaceae
- Seide, Nessel- (Cuscuta europaea) - Familie: Convolvulaceae
- Seide, Nordamerikanische (Cuscuta campestris) - Familie: Convolvulaceae
- Seide, Pappel- (Cuscuta lupuliformis) - Familie: Convolvulaceae
- Seide, Quendel- (Cuscuta epithymum) - Familie:Convolvulaceae
- Seide, Südliche (Cuscuta scandens) - Familie: Convolvulaceae
- Seidelbast, Gestreifter (Daphne striata) - Familie: Thymelaeaceae
- Seidelbast, Gewöhnlicher (Daphne mezereum) - Familie: Thymelaeaceae
- Seidelbast, Lorbeer- (Daphne laureola) - Familie: Thymelaeaceae
- Seidelbast, Rosmarin- (Daphne cneorum) - Familie: Thymelaeaceae
- Seidenpflanze, Gewöhnliche (Asclepias syriaca) - Familie: Asclepiadaceae
- Seifenkraut, Gewöhnliches (Saponaria officinalis) - Familie: Caryophyllaceae
- Seifenkraut, Kleines (Saponaria ocymoides) - Familie: Caryophyllaceae
- Sellerie, Echter (Apium graveolens) - Familie: Apiaceae
- Sellerie, Flutender (Apium inundatum) - Familie: Apiaceae
- Sellerie, Knotenblütiger (Apium nodiflorum) - Familie:Apiaceae
- Sellerie, Kriechender (Apium repens) - Familie:Apiaceae
- Senf, Acker- (Sinapis arvensis) - Familie: Brassicaceae
- Senf, Schwarzer (Brassica nigra) - Familie: Brassicaceae
- Sesel, Berg- (Seseli montanum) - Familie:Apiaceae
- Sesel, Pferde- (Seseli hippomarathrum) - Familie: Apiaceae
- Sichelklee (Medicago falcata) - Familie:Fabaceae
- Sichelmöhre (Falcaria vulgaris) - Familie: Apiaceae
- Siebenstern, Europäischer (Trientalis europaea) - Familie: Primulaceae
- Siegesbeckie (Sigesbeckia serrata) - Familie: Asteraceae
- Siegwurz, Dachziegelige (Gladiolus imbricatus) - Familie: Iridaceae
- Siegwurz, Gewöhnliche (Gladiolus communis) - Familie: Iridaceae
- Siegwurz, Illyrische (Gladiolus illyricus) - Familie: Iridaceae
- Siegwurz, Sumpf- (Gladiolus palustris) - Familie: Iridaceae
- Silberblatt, Garten- (Lunaria annua) - Familie: Brassicaceae
- Silberblatt, Wildes (Lunaria rediviva) - Familie: Brassicaceae
- Silberdistel (Carlina acaulis) - Familie: Asteraceae
- Silbergras (Corynephorus canescens) - Familie: Poaceae
- Silberscharte (Jurinea cyanoides) - Familie: Asteraceae
- Silberwurz (Dryas octopetala) - Familie: Rosaceae
- Silge, Kümmel- (Selinum carvifolia) - Familie: Apiaceae
- Simse, Schwarzgrüne (Scirpus georgianus) - Familie: Cyperaceae
- Simse, Wald- (Scirpus sylvaticus) - Familie: Cyperaceae
- Simse, Wurzelnde (Scirpus radicans) - Familie: Cyperaceae
- Simse, Zypergras- (Scirpus cyperinus) - Familie: Cyperaceae
- Simsenlilie, Gewöhnliche (Tofieldia calyculata) - Familie: Melanthiaceae
- Simsenlilie, Kleine (Tofieldia pusilla) - Familie: Melanthiaceae
- Skabiose, Gelbe (Scabiosa ochroleuca) - Familie: Dipsacaceae
- Skabiose, Glänzende (Scabiosa lucida) - Familie:Dipsacaceae
- Skabiose, Graue (Scabiosa canescens) - Familie: Dipsacaceae
- Skabiose, Tauben- (Scabiosa columbaria) - Familie:Dipsacaceae
- Sockenblume, Alpen- (Epimedium alpinum) - Familie: Berberidaceae
- Sockenblume, Gefiederte (Epimedium pinnatum) - Familie: Berberidaceae
- Sommerwurz, Amethyst- (Orobanche amethystea) - Familie: Scrophulariaceae
- Sommerwurz, Ästige (Orobanche ramosa) - Familie:Scrophulariaceae
- Sommerwurz, Berberitzen- (Orobanche lucorum) - Familie: Scrophulariaceae
- Sommerwurz, Bitterkraut- (Orobanche picridis) - Familie: Scrophulariaceae
- Sommerwurz, Bläuliche (Orobanche coerulescens) - Familie: Scrophulariaceae
- Sommerwurz, Blutrote (Orobanche gracilis) - Familie: Scrophulariaceae
- Sommerwurz, Distel- (Orobanche reticulata) - Familie: Scrophulariaceae
- Sommerwurz, Efeu- (Orobanche hederae) - Familie: Scrophulariaceae
- Sommerwurz, Elsässer (Orobanche alsatica) - Familie: Scrophulariaceae
- Sommerwurz, Gamander- (Orobanche teucrii) - Familie: Scrophulariaceae
- Sommerwurz, Gelbe (Orobanche lutea) - Familie: Scrophulariaceae
- Sommerwurz, Ginster- (Orobanche rapum-genistae) - Familie: Scrophulariaceae
- Sommerwurz, Große (Orobanche elatior) - Familie: Scrophulariaceae
- Sommerwurz, Hellgelbe (Orobanche flava) - Familie: Scrophulariaceae
- Sommerwurz, Kerbige (Orobanche crenata) - Familie: Scrophulariaceae
- Sommerwurz, Kleine (Orobanche minor) - Familie: Scrophulariaceae
- Sommerwurz, Nelken- (Orobanche caryophyllacea) - Familie: Scrophulariaceae
- Sommerwurz, Quendel- (Orobanche alba) - Familie: Scrophulariaceae
- Sommerwurz, Salbei- (Orobanche salviae) - Familie: Scrophulariaceae
- Sommerwurz, Sand- (Orobanche arenaria) - Familie: Scrophulariaceae
- Sommerwurz, Violette (Orobanche purpurea) - Familie: Scrophulariaceae
- Sonnenblume, Gewöhnliche (Helianthus annuus) - Familie: Asteraceae
- Sonnenhut, Rauer (Rudbeckia hirta) - Familie: Asteraceae
- Sonnenhut, Schlitzblättriger (Rudbeckia laciniata) - Familie: Asteraceae
- Sonnenröschen, Alpen- (Helianthemum alpestre) - Familie:Cistaceae
- Sonnenröschen, Apenninen- (Helianthemum apenninum) - Familie: Cistaceae
- Sonnenröschen, Gewöhnliches, i. w. S. (Helianthemum nummularium) - Familie: Cistaceae
- Sonnenröschen, Graues (Helianthemum canum) - Familie: Cistaceae
- Sonnenröschen, Zwerg- (Fumana procumbens) - Familie: Cistaceae
- Sonnentau, Bastard- (Drosera × obovata (Drosera longifolia × D. rotundifolia)) - Familie: Droseraceae
- Sonnentau, Langblättriger (Drosera longifolia) - Familie: Droseraceae
- Sonnentau, Mittlerer (Drosera intermedia) - Familie: Droseraceae
- Sonnentau, Rundblättriger (Drosera rotundifolia) - Familie: Droseraceae
- Sonnenwende, Europäische (Heliotropium europaeum) - Familie: Boraginaceae
- Spargel, Gemüse- (Asparagus officinalis) - Familie: Asparagaceae
- Spargelerbse, Gelbe (Tetragonolobus maritimus) - Familie: Fabaceae
- Spark, Acker- (Spergula arvensis) - Familie: Caryophyllaceae
- Spark, Frühlings- (Spergula morisonii) - Familie:Caryophyllaceae
- Spark, Fünfmänniger (Spergula pentandra) - Familie:Caryophyllaceae
- Spatzenzunge (Thymelaea passerina) - Familie: Thymelaeaceae
- Speierling (Sorbus domestica) - Familie: Rosaceae
- Spierstrauch, Billards (Spiraea billardii) - Familie: Rosaceae
- Spierstrauch, Douglas- (Spiraea douglasii) - Familie: Rosaceae
- Spierstrauch, Fieder- (Sorbaria sorbifolia) - Familie: Rosaceae
- Spierstrauch, Filziger (Spiraea tomentosa) - Familie: Rosaceae
- Spierstrauch, Japanischer (Spiraea japonica) - Familie: Rosaceae
- Spierstrauch, Weißer (Spiraea alba) - Familie: Rosaceae
- Spitzklette, Gewöhnliche (Xanthium strumarium) - Familie: Asteraceae
- Spitzklette, Großfrüchtige (Xanthium orientale) - Familie:Asteraceae
- Spitzklette, Ufer- (Xanthium albinum) - Familie:Asteraceae
- Spitzklette, Zucker- (Xanthium saccharatum) - Familie:Asteraceae
- Spornblume, Rote (Centranthus ruber) - Familie: Valerianaceae
- Springkraut, Drüsiges (Impatiens glandulifera) - Familie: Balsaminaceae
- Springkraut, Großes (Impatiens noli-tangere) - Familie: Balsaminaceae
- Springkraut, Kleines (Impatiens parviflora) - Familie: Balsaminaceae
- Springkraut, Orangerotes (Impatiens capensis) - Familie: Balsaminaceae
- Spurre, Doldige (Holosteum umbellatum) - Familie: Caryophyllaceae
- Stachelbeere (Ribes uva-crispa) - Familie: Grossulariaceae
- Stachelgurke (Echinocystis lobata) - Familie: Cucurbitaceae
- Stechapfel, Weißer (Datura stramonium) - Familie: Solanaceae
- Stechginster (Ulex europaeus) - Familie: Fabaceae
- Stechpalme (Ilex aquifolium) - Familie: Aquifoliaceae
- Steifgras, Gewöhnliches (Catapodium rigidum) - Familie: Poaceae
- Steinbeere (Rubus saxatilis) - Familie: Rosaceae
- Steinbrech, Behaarter (Saxifraga hirsuta) - Familie:Saxifragaceae
- Steinbrech, Blattloser (Saxifraga aphylla) - Familie: Saxifragaceae
- Steinbrech, Blaugrüner (Saxifraga caesia) - Familie: Saxifragaceae
- Steinbrech, Bursers (Saxifraga burseriana) - Familie: Saxifragaceae
- Steinbrech, Dreifinger- (Saxifraga tridactylites) - Familie: Saxifragaceae
- Steinbrech, Fetthennen- (Saxifraga aizoides) - Familie: Saxifragaceae
- Steinbrech, Gegenblättriger (Saxifraga oppositifolia) - Familie:Saxifragaceae
- Steinbrech, Kies- (Saxifraga mutata) - Familie: Saxifragaceae
- Steinbrech, Knöllchen- (Saxifraga granulata) - Familie: Saxifragaceae
- Steinbrech, Kochs (Saxifraga × kochii (Saxifraga biflora × S. oppositifolia)) - Familie: Saxifragaceae
- Steinbrech, Mannsschild- (Saxifraga androsacea) - Familie: Saxifragaceae
- Steinbrech, Moor- (Saxifraga hirculus) - Familie: Saxifragaceae
- Steinbrech, Moos- (Saxifraga bryoides) - Familie: Saxifragaceae
- Steinbrech, Moschus- (Saxifraga moschata) - Familie:Saxifragaceae
- Steinbrech, Rosenblütiger (Saxifraga rosacea) - Familie: Saxifragaceae
- Steinbrech, Rundblättriger (Saxifraga rotundifolia) - Familie: Saxifragaceae
- Steinbrech, Stern- (Saxifraga stellaris) - Familie: Saxifragaceae
- Steinbrech, Trauben- (Saxifraga paniculata) - Familie: Saxifragaceae
- Steinklee, Gewöhnlicher (Melilotus officinalis) - Familie: Fabaceae
- Steinklee, Gezähnter (Melilotus dentatus) - Familie: Fabaceae
- Steinklee, Hoher (Melilotus altissimus) - Familie: Fabaceae
- Steinklee, Kleinblütiger (Melilotus indicus) - Familie: Fabaceae
- Steinklee, Weißer (Melilotus albus) - Familie: Fabaceae
- Steinkraut, Berg- (Alyssum montanum) - Familie: Brassicaceae
- Steinkraut, Felsen- (Aurinia saxatilis) - Familie: Brassicaceae
- Steinkraut, Kelch- (Alyssum alyssoides) - Familie: Brassicaceae
- Steinquendel, Alpen- (Acinos alpinus) - Familie: Lamiaceae
- Steinquendel, Feld- (Acinos arvensis) - Familie: Lamiaceae
- Steinsame, Acker- (Lithospermum arvense) - Familie: Boraginaceae
- Steinsame, Blauroter (Lithospermum purpurocaeruleum) - Familie: Boraginaceae
- Steinsame, Echter (Lithospermum officinale) - Familie: Boraginaceae
- Steinschmückel (Petrocallis pyrenaica) - Familie: Brassicaceae
- Steintäschel (Aethionema saxatile) - Familie:Brassicaceae
- Stendelwurz, Breitblättrige (Epipactis helleborine) - Familie:Orchidaceae
- Stendelwurz, Elbe- (Epipactis albensis) - Familie:Orchidaceae
- Stendelwurz, Kurzblättrige (Epipactis distans) - Familie:Orchidaceae
- Stendelwurz, Greuters (Epipactis greuteri) - Familie:Orchidaceae
- Stendelwurz, Kleinblättrige (Epipactis microphylla) - Familie:Orchidaceae
- Stendelwurz, Müllers (Epipactis muelleri) - Familie:Orchidaceae
- Stendelwurz, Braunrote (Epipactis atrorubens) - Familie: Orchidaceae
- Stendelwurz, Schmallippige (Epipactis leptochila) - Familie:Orchidaceae
- Stendelwurz, Sumpf- (Epipactis palustris) - Familie: Orchidaceae
- Stendelwurz, Violette (Epipactis purpurata) - Familie: Orchidaceae
- Stendelwurz, Zierliche (Epipactis confusa) - Familie:Orchidaceae
- Steppenfenchel (Seseli annuum) - Familie:Apiaceae
- Sterndolde, Bayerische (Astrantia bavarica) - Familie: Apiaceae
- Sterndolde, Große (Astrantia major) - Familie: Apiaceae
- Sternhyazinthe, Dunkle (Chionodoxa sardensis) - Familie: Hyacinthaceae
- Sternhyazinthe, Gewöhnliche (Chionodoxa luciliae) - Familie: Hyacinthaceae
- Sternhyazinthe, Große (Chionodoxa forbesii) - Familie: Hyacinthaceae
- Sternmiere, Bach- (Stellaria alsine) - Familie: Caryophyllaceae
- Sternmiere, Dickblättrige (Stellaria crassifolia) - Familie: Caryophyllaceae
- Sternmiere, Gras- (Stellaria graminea) - Familie: Caryophyllaceae
- Sternmiere, Große (Stellaria holostea) - Familie: Caryophyllaceae
- Sternmiere, Hain- (Stellaria nemorum) - Familie: Caryophyllaceae
- Sternmiere, Langblättrige (Stellaria longifolia) - Familie: Caryophyllaceae
- Sternmiere, Sumpf- (Stellaria palustris) - Familie: Caryophyllaceae
- Stiefmütterchen, Acker- (Viola arvensis) - Familie:Violaceae
- Stiefmütterchen, Gelbes Galmei- (Viola calaminaria) - Familie:Violaceae
- Stiefmütterchen, Gesporntes (Viola calcarata) - Familie: Violaceae
- Stiefmütterchen, Steppen- (Viola kitaibeliana) - Familie:Violaceae
- Stiefmütterchen, Violettes Galmei- (Viola guestphalica) - Familie:Violaceae
- Stiefmütterchen, Vogesen- (Viola lutea) - Familie: Violaceae
- Stiefmütterchen, Wildes (Viola tricolor) - Familie:Violaceae
- Stoppelrübe (Brassica rapa) - Familie: Brassicaceae
- Storchschnabel, Blutroter (Geranium sanguineum) - Familie: Geraniaceae
- Storchschnabel, Böhmischer (Geranium bohemicum) - Familie: Geraniaceae
- Storchschnabel, Brauner (Geranium phaeum) - Familie: Geraniaceae
- Storchschnabel, Felsen- (Geranium macrorrhizum) - Familie: Geraniaceae
- Storchschnabel, Glänzender (Geranium lucidum) - Familie: Geraniaceae
- Storchschnabel, Kleiner (Geranium pusillum) - Familie: Geraniaceae
- Storchschnabel, Purpur- (Geranium purpureum) - Familie:Geraniaceae
- Storchschnabel, Pyrenäen- (Geranium pyrenaicum) - Familie: Geraniaceae
- Storchschnabel, Rundblättriger (Geranium rotundifolium) - Familie: Geraniaceae
- Storchschnabel, Schlitzblättriger (Geranium dissectum) - Familie: Geraniaceae
- Storchschnabel, Sibirischer (Geranium sibiricum) - Familie: Geraniaceae
- Storchschnabel, Spreizender (Geranium divaricatum) - Familie: Geraniaceae
- Storchschnabel, Stein- (Geranium columbinum) - Familie: Geraniaceae
- Storchschnabel, Stinkender (Geranium robertianum) - Familie:Geraniaceae
- Storchschnabel, Sumpf- (Geranium palustre) - Familie: Geraniaceae
- Storchschnabel, Wald- (Geranium sylvaticum) - Familie: Geraniaceae
- Storchschnabel, Weicher (Geranium molle) - Familie:Geraniaceae
- Storchschnabel, Wiesen- (Geranium pratense) - Familie: Geraniaceae
- Stranddistel (Eryngium maritimum) - Familie: Apiaceae
- Strandflieder, Gewöhnlicher (Limonium vulgare) - Familie: Plumbaginaceae
- Strandhafer (Ammophila arenaria) - Familie:Poaceae
- Strandhafer, Baltischer (× Calammophila baltica) - Familie: Poaceae
- Strandling (Littorella uniflora) - Familie: Plantaginaceae
- Strandroggen (Leymus arenarius) - Familie: Poaceae
- Strandsimse, Bastard- (Bolboschoenus maritimus × Bolboschoenus yagara) - Familie: Cyperaceae
- Strandsimse, Gewöhnliche (Bolboschoenus maritimus) - Familie: Cyperaceae
- Strandsimse, Verkannte (Bolboschoenus yagara) - Familie: Cyperaceae
- Strandsode (Suaeda maritima) - Familie:Chenopodiaceae
- Strauchpappel, Thüringer (Lavatera thuringiaca) - Familie: Malvaceae
- Straußenfarn (Matteuccia struthiopteris) - Familie: Dryopteridaceae
- Straußgras, Alpen- (Agrostis alpina) - Familie:Poaceae
- Straußgras, Felsen- (Agrostis rupestris) - Familie: Poaceae
- Straußgras, Kastilisches (Agrostis castellana) - Familie: Poaceae
- Straußgras, Pyrenäen- (Agrostis schleicheri) - Familie:Poaceae
- Straußgras, Raues (Agrostis scabra) - Familie: Poaceae
- Straußgras, Riesen- (Agrostis gigantea) - Familie:Poaceae
- Straußgras, Rotes (Agrostis capillaris) - Familie: Poaceae
- Straußgras, Sand- (Agrostis vinealis) - Familie:Poaceae
- Straußgras, Sumpf- (Agrostis canina) - Familie:Poaceae
- Straußgras, Weißes (Agrostis stolonifera) - Familie:Poaceae
- Straußgras, Zartes (Agrostis agrostiflora) - Familie: Poaceae
- Streifenfarn, Brauner (Asplenium trichomanes) - Familie: Aspleniaceae
- Streifenfarn, Braungrüner (Asplenium adulterinum) - Familie: Aspleniaceae
- Streifenfarn, Deutscher (Asplenium × alternifolium) - Familie: Aspleniaceae
- Streifenfarn, Dolomit- (Asplenium seelosii) - Familie: Aspleniaceae
- Streifenfarn, Französischer (Asplenium foreziense) - Familie:Aspleniaceae
- Streifenfarn, Grüner (Asplenium viride) - Familie: Aspleniaceae
- Streifenfarn, Jura- (Asplenium fontanum) - Familie:Aspleniaceae
- Streifenfarn, Nordischer (Asplenium septentrionale) - Familie: Aspleniaceae
- Streifenfarn, Schwäbischer (Asplenium × murbeckii (Asplenium ruta-muraria × A. septentrionale)) - Familie: Aspleniaceae
- Streifenfarn, Schwarzer (Asplenium adiantum-nigrum) - Familie:Aspleniaceae
- Streifenfarn, Serpentin- (Asplenium cuneifolium) - Familie:Aspleniaceae
- Streifenfarn, Zerschlitzter (Asplenium fissum) - Familie: Aspleniaceae
- Strohblume, Sand- (Helichrysum arenarium) - Familie: Asteraceae
- Sumach, Gerber- (Rhus coriaria) - Familie: Anacardiaceae
- Sumpfabbiß (Succisella inflexa) - Familie: Dipsacaceae
- Sumpfbinse, Armblütige (Eleocharis quinqueflora) - Familie: Cyperaceae
- Sumpfbinse, Eiförmige (Eleocharis ovata) - Familie:Cyperaceae
- Sumpfbinse, Einspelzige (Eleocharis uniglumis) - Familie:Cyperaceae
- Sumpfbinse, Gewöhnliche (Eleocharis palustris) - Familie:Cyperaceae
- Sumpfbinse, Nadel- (Eleocharis acicularis) - Familie: Cyperaceae
- Sumpfbinse, Österreichische (Eleocharis austriaca) - Familie:Cyperaceae
- Sumpfbinse, Vielstängelige (Eleocharis multicaulis) - Familie: Cyperaceae
- Sumpfbinse, Zitzen- (Eleocharis mamillata) - Familie:Cyperaceae
- Sumpfbinse, Zwerg- (Eleocharis parvula) - Familie: Cyperaceae
- Sumpfblutauge (Potentilla palustris) - Familie: Rosaceae
- Sumpfdotterblume (Caltha palustris) - Familie: Ranunculaceae
- Sumpffarn (Thelypteris palustris) - Familie: Thelypteridaceae
- Sumpfkresse, Gewöhnliche (Rorippa palustris) - Familie:Brassicaceae
- Sumpfkresse, Niederliegende (Rorippa anceps) - Familie: Brassicaceae
- Sumpfkresse, Österreichische (Rorippa austriaca) - Familie: Brassicaceae
- Sumpfkresse, Pyrenäen- (Rorippa pyrenaica) - Familie: Brassicaceae
- Sumpfkresse, Wasser- (Rorippa amphibia) - Familie: Brassicaceae
- Sumpfkresse, Wilde (Rorippa sylvestris) - Familie:Brassicaceae
- Sumpfquendel (Peplis portula) - Familie: Lythraceae
- Sumpfstern, Blauer (Swertia perennis) - Familie: Gentianaceae
- Süßdolde (Myrrhis odorata) - Familie: Apiaceae
- Süßklee, Alpen- (Hedysarum hedysaroides) - Familie: Fabaceae